# Distretto Meridionale (Tainan)
Il distretto Meridionale (南區S, Nán QūP) è un distretto della municipalità di Tainan, situata a Taiwan.